# Peter Butterworth
Pour les articles homonymes, voir Butterworth.

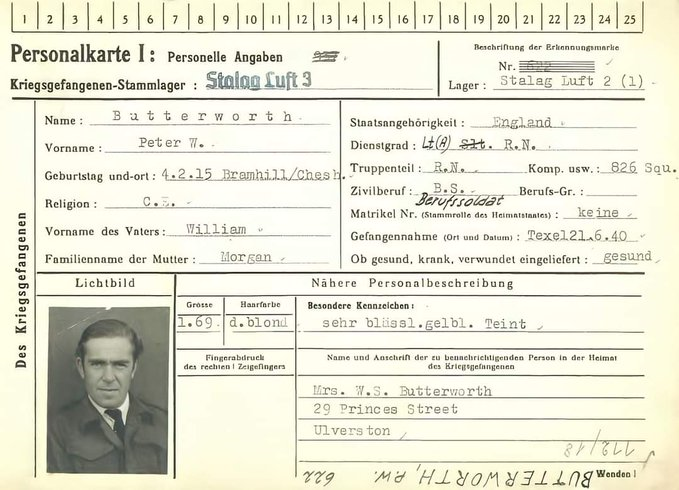
Carte d'identité de prisonnier au camp Stalag Luft III en 1943 de l'acteur britannique Peter Butterworth

Peter Butterworth est un acteur britannique né le 4 février 1919 à Bramhall (Royaume-Uni) et mort le 16 janvier 1979 à Coventry (Royaume-Uni).

## Filmographie
- 1948 : William at the Circus
- 1949 : The Adventures of Jane : Drunken Man
- 1949 : Murder at the Windmill : Police Constable
- 1950 : Miss Pilgrim's Progress : Jonathan
- 1950 : The Body Said No! : Driver
- 1950 : Les Forbans de la nuit (Night and the City) : Thug
- 1950 : Paul Temple's Triumph
- 1950 : Whirligig (série télévisée)
- 1949 : How Do You View? (série télévisée) : As lockitt (1950-1951, 1953)
- 1951 : Old Mother Riley's Jungle Treasure : Steve
- 1951 : Mister Drake's Duck : Higgins
- 1951 : Circle of Danger : Ernie (The Diver)
- 1951 : Appointment with Venus : Naval rating #1
- 1952 : Saturday Island : Wounded Marine
- 1952 : Penny Princess : Julien
- 1953 : Will Any Gentleman...? : Stage Manager
- 1954 : The Gay Dog : Another Betting Man
- 1956 : Fun at St. Fanny's : The Potter
- 1958 : Blow Your Own Trumpet : Mr. Duff
- 1958 : Les Aventures de Tom Pouce (tom thumb) : Kapellmeister
- 1959 : Those Kids (série télévisée) : Mr. Oddy
- 1960 : The Spider's Web : Insp. Lord
- 1960 : Escort for Hire : Insp. Bruce
- 1961 : Le Train de 16 h 50 (Murder She Said) : Ticket Collector
- 1961 : Le Jour où la Terre prit feu (The Day the Earth Caught Fire) : Newspaperman
- 1962 : Fate Takes a Hand : Ronnie
- 1962 : She'll Have to Go : Doctor
- 1962 : Live Now - Pay Later : Fred
- 1962 : Kill or Cure : Green Glades Barman
- 1963 : The Rescue Squad : Mr. Maggs
- 1963 : Docteur en détresse (Doctor in Distress) de Ralph Thomas : le chauffeur
- 1964 : Never Mention Murder : Porter
- 1964 : A Home of Your Own : Carpenter
- 1965 : Carry on Cowboy : Doc
- 1965 : The Roy Castle Show (série télévisée)
- 1965 : Doctor Who (série télévisée) : épisode « The Time Meddler » : Le Moine
- 1965 : Les Aventures amoureuses de Moll Flanders (The Amorous Adventures of Moll Flanders) : Grunt
- 1965 : Porterhouse: Private Eye (TV) : Edwin Porterhouse
- 1965 : Doctor Who (série télévisée) : épisode « The Daleks' Master Plan » : Le Moine
- 1966 : Carry on Screaming! : Detective Constable Slobotham
- 1966 : Le Forum en folie (A Funny Thing Happened on the Way to the Forum) : Roman Sentry
- 1967 : Don't Lose Your Head de Gerald Thomas : Citizen Bidet
- 1967 : Danny the Dragon : Farmer
- 1967 : Ouch! : Jonah Whale
- 1967 : Follow That Camel : Simpson
- 1967 : Carry on Doctor : Mr. Smith
- 1968 : Prudence et la pilule (Prudence and the Pill) : Chemist
- 1968 : Carry On... Up the Khyber : Brother Belcher
- 1969 : The Fabulous Frump (TV) : Albert Gill
- 1969 : Carry on Camping : Josh Fiddler
- 1969 : Carry on Again Doctor : Shuffling Patient
- 1969 : Carry on Christmas (TV) : Dracula / Street Beggar / Convent Girl / Haggie the Other Ugly Sister
- 1970 : Carry on Loving : Sinister Client
- 1971 : The Magnificent Seven Deadly Sins : Guest Appearance (segment "Sloth")
- 1971 : Kindly Leave the Kerb (série télévisée)
- 1971 : A Class by Himself (série télévisée) : Clutton
- 1971 : Carry on Henry : Charles, Earl of Bristol
- 1972 : Bless This House : Trevor Lewis
- 1972 : Carry on Christmas: Carry on Stuffing (TV) : Captain Alistair Dripping / Sir Francis Fiddler / Admiral Rene / Widow Holeinone
- 1972 : Carry on Abroad : Pepe
- 1973 : Not Now Darling : Painter
- 1973 : Carry on Girls : Admiral
- 1973 : Carry on Christmas (TV) : 1st Singing Caveman / Guest / 2nd Dart player / 1st German / 3rd Ballerina / Friar Tuck.
- 1974 : Carry on Dick : Tom
- 1975 : Carry on Behind : Henry Barnes
- 1976 : La Rose et la Flèche (Robin and Marian) : Surgeon
- 1976 : The Ritz : Patron In Chaps
- 1976 : Carry On England : Major Carstairs
- 1977 : Odd Man Out (série télévisée) : Wilf (unknown episodes)
- 1977 : What's Up Nurse! : Police Sergeant
- 1978 : The Dancing Princesses (TV) : Chancellor
- 1978 : Carry on Emmannuelle : Richmond
- 1979 : La Grande Attaque du train d'or (The First Great Train Robbery) : Putnam
- 1979 : Afternoon Off (TV) : Mr. Bywaters